# Église Saint-Nicolas de Neufchâteau
L'église Saint-Nicolas est une église catholique située à Neufchâteau, en France.

## Localisation
L'église est située dans le département français des Vosges, dans la commune de Neufchâteau. Église haute de la ville, l'édifice est situé sur le point le plus haut du plateau où s'est édifiée la ville au Moyen Âge.

## Historique
Une première église romane est édifiée au XIIe siècle à l'emplacement d'un édifice plus ancien (XI°). De cette période datent la crypte et le transept. Un siècle plus tard, la mode passe au gothique pour le vaste chœur. L'effet aboutit à un étonnant édifice à deux niveaux : une vaste crypte romane, aux nombreuses chapelles construites au fur et à mesure de l'édification des parties hautes. Ainsi toutes les chapelles de la crypte sont surmontées de chapelles dans le chœur supérieur.
L'église est ainsi un étonnant livre d'architecture et d'art puisqu'on y trouve les styles roman, gothique, Renaissance, jusqu'au classicisme avec ses autels.
L'église conserve également une belle mise au tombeau de style gothique tardif (XVe siècle)
L'église conserve également un orgue classé (buffet et instrument) des XVIIe et XVIIIe siècles,, ainsi qu'un orgue de chœur du XVIIIe siècle,,.
L'édifice et sa crypte sont classés au titre des monuments historiques par arrêté du 20 juillet 1908.

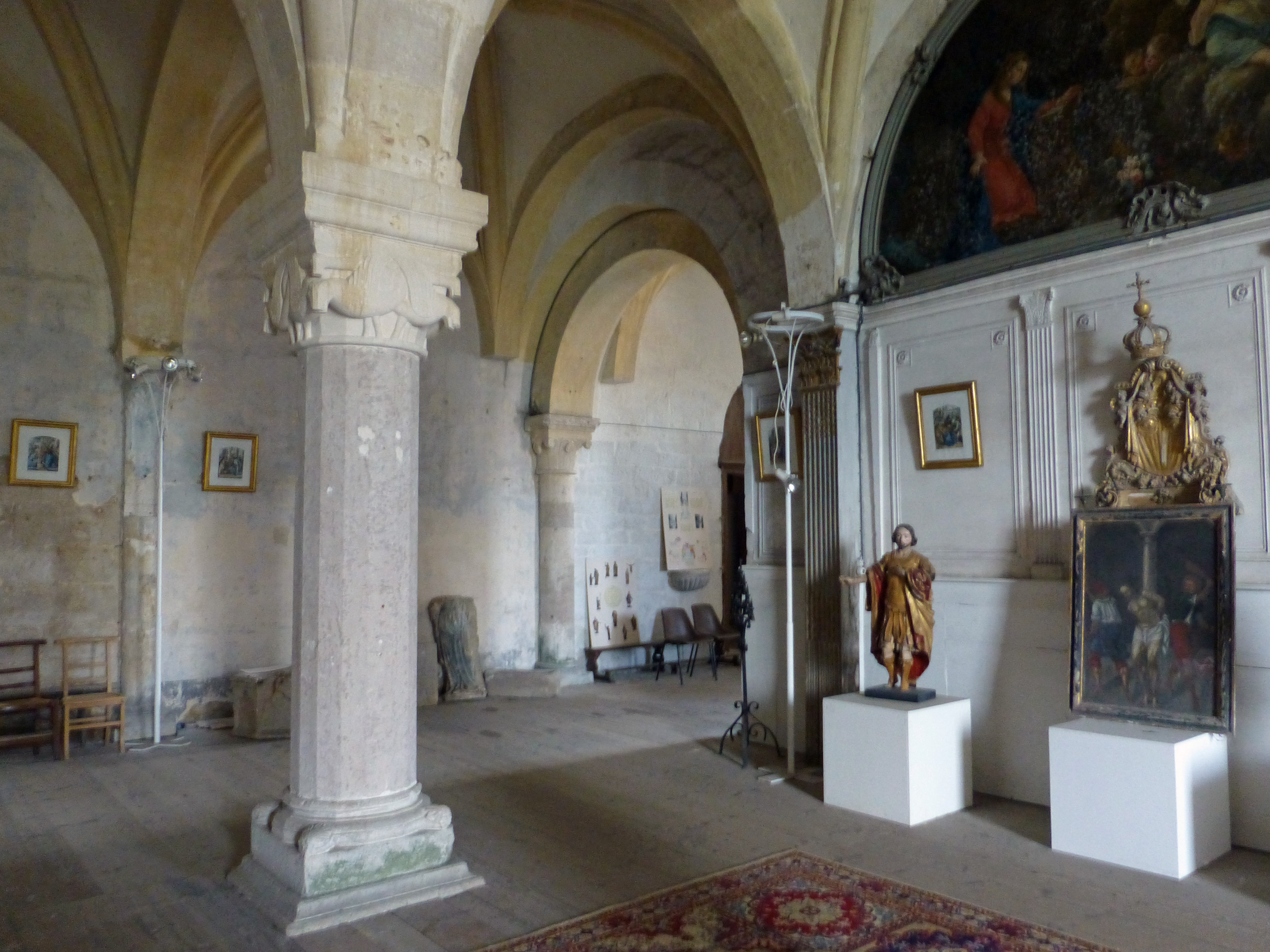
Crypte romane.
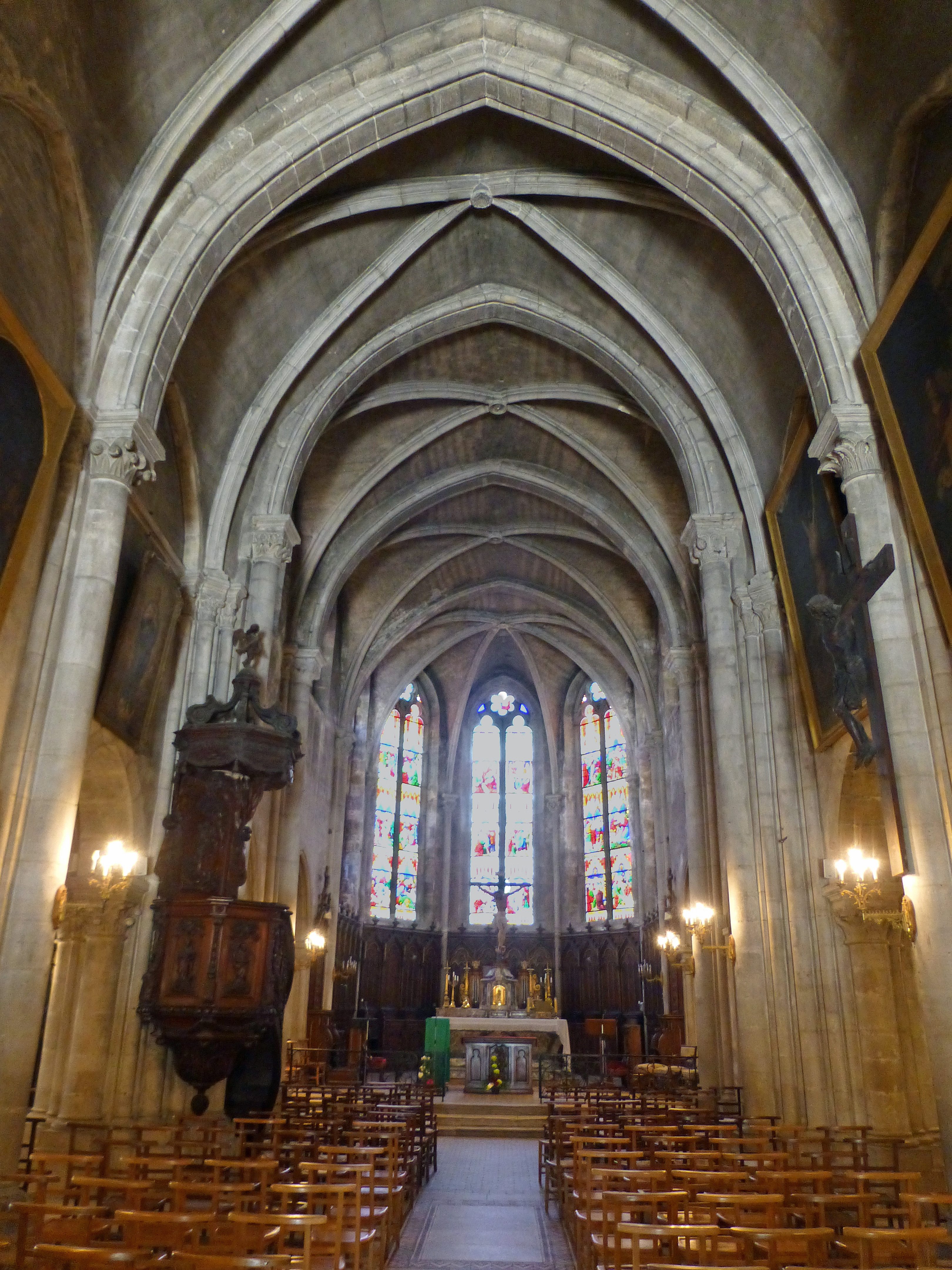
Chœur gothique.
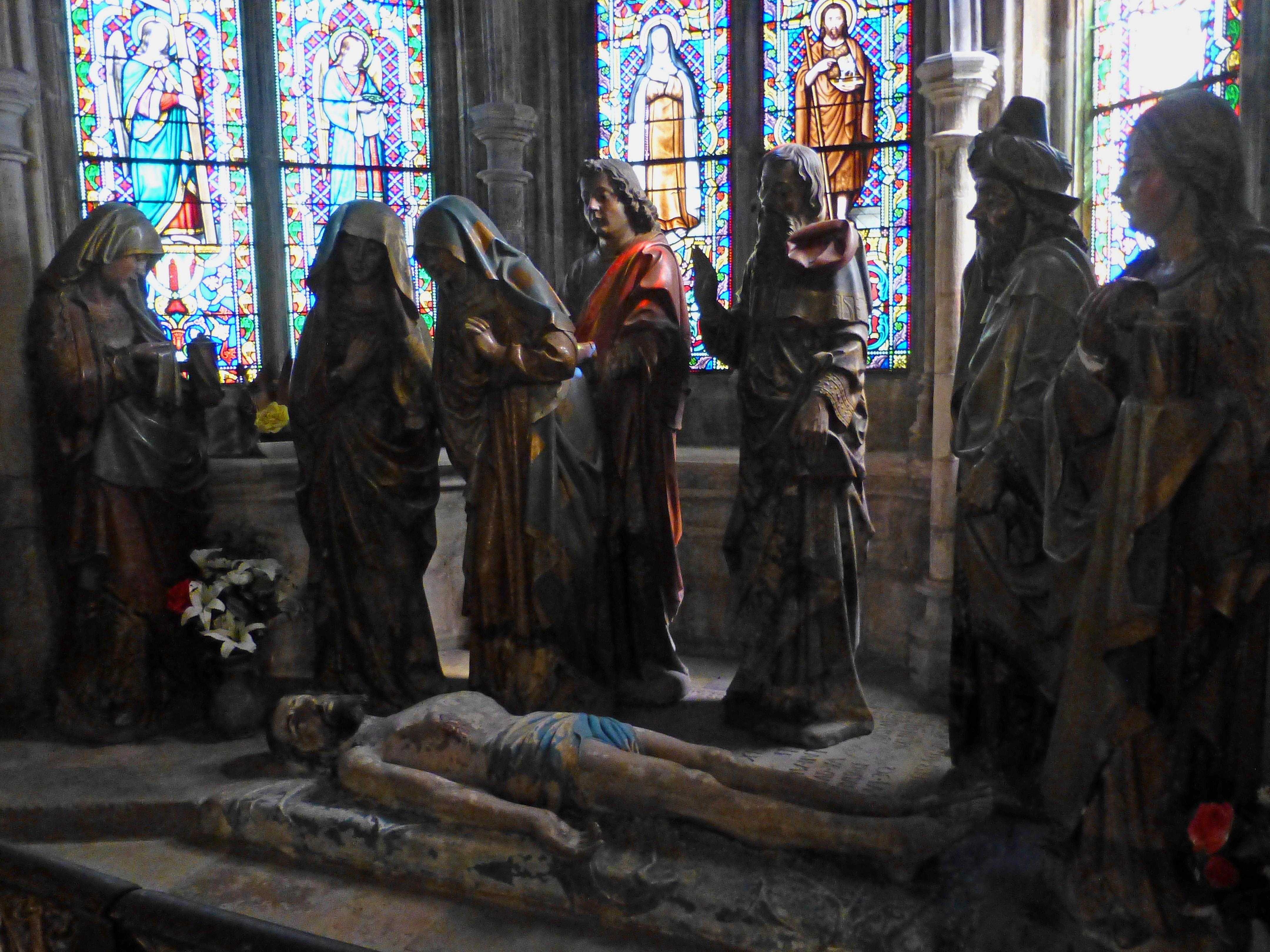
Mise au tombeau (XVe siècle).
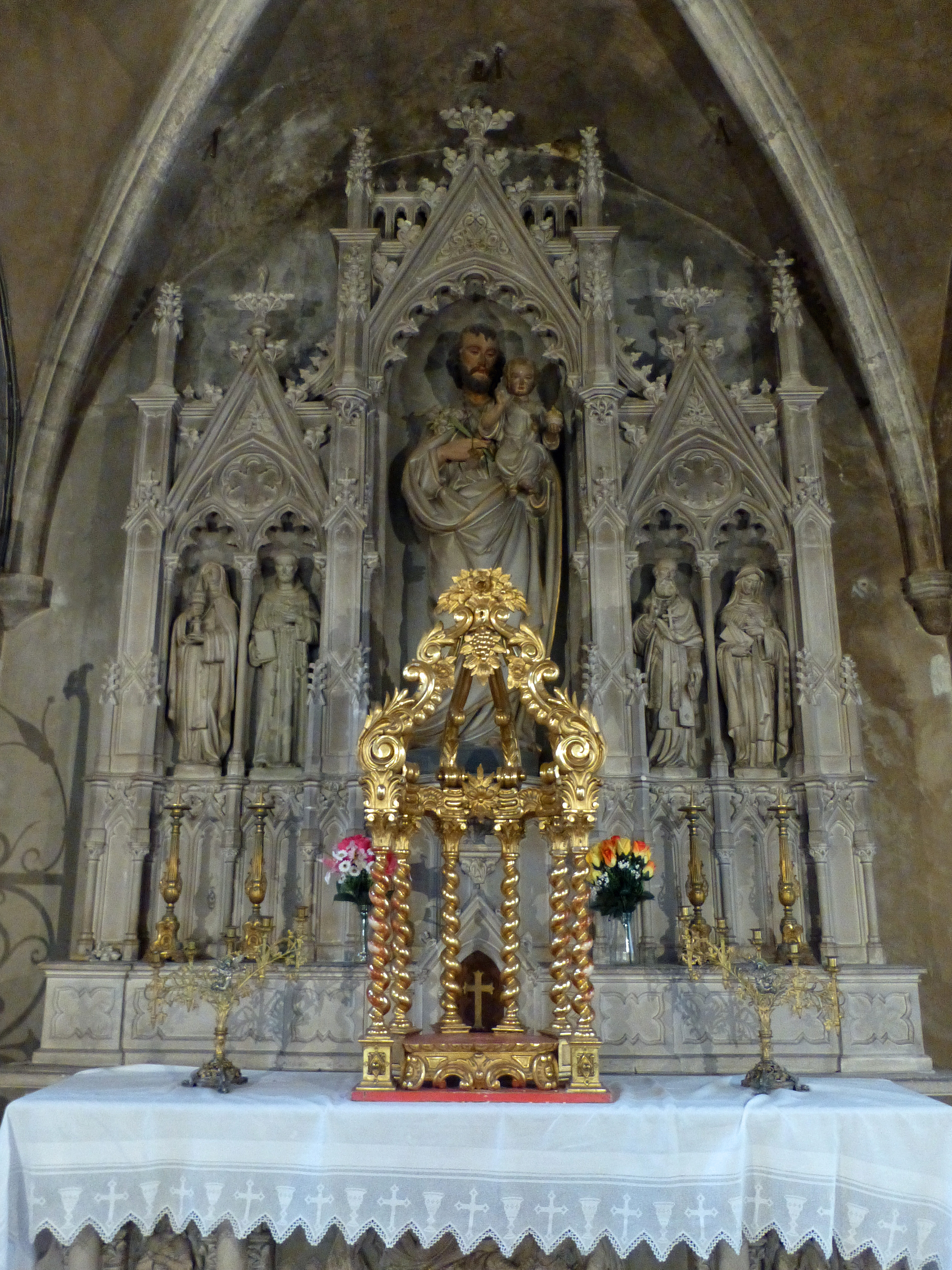
Petit autel classique.

### Patrimoine mobilier
Les objets mobiliers classés au titre des monuments historiques :
* statue : Vierge à l'Enfant,
* groupe sculpté : la Mise au tombeau, ou l' Onction du corps du Christ,
* retable,
* statue : Saint Jean-Baptiste,
* 2 statues : François Marchand et sa femme priant,
* retable, bas-relief : Notre-Dame des chaînes,
* tabernacle, exposition,
* chaire à prêcher,
* statue : Vierge à la grappe,
* groupe sculpté : l'Annonciation,,
* statue : Christ (?),
* groupe sculpté : l'Éducation de la Vierge,
* 2 statues : Deux soldats martyrs,
* statue : Sainte Claire d'Assise,
* statue : Sainte adoratrice dite sainte Marguerite,
* statue : Saint Elophe,
* statue : Saint Sébastien,
* statue : Vierge de calvaire,
* crèche,
* chandelier pascal style Louis XV,
* tableau : Saint Nicolas en prière, cadre,
* tableaux : l'Annonciation, la Visitation, l'Assomption, la Présentation de la Vierge, la Nativité de la Vierge, Triomphe de la Vierge,
* statue : Vierge de Pitié,
* statue Évêque,
* reliquaire dit châsse de saint Élophe,
* ensemble de huit bâtons de procession (bâtons de confrérie),
* bâton de procession (bâton de confrérie) : Sainte Anne et la Vierge,,
* bâton de procession (bâton de confrérie) : Immaculée Conception,
* bâton de procession (bâton de confrérie) : Saint Pierre et saint Paul,
* bâton de procession (bâton de confrérie) : Saint Nicolas,
* bâton de procession (bâton de confrérie) : Saint Élophe,
* bâton de procession (bâton de confrérie) : Vierge et deux anges,
* bâton de procession (bâton de confrérie) : Saint Barthélémy.